# Бътс (окръг, Джорджия)
Окръг Бътс (на английски: Butts County, u-то се произнася нещо средно между ъ и а) е окръг в щата Джорджия, Съединени американски щати. Площта му е 492 km², а населението - 23 561 души. Административен център е град Джаксън.